# Jacobus de Cessolis
Jacobus de Cessolis (a les seves obres en llatí, en italià: Jacopo da Cessole), fou un frare dominic nascut a la segona meitat del segle xiii a la Llombardia, establert posteriorment a Gènova i mort més tard del 1322. És conegut per ser l'autor d'un dels primers llibres sobre els escacs.
Entre 1300 i 1330 va escriure en llatí el Liber de moribus hominum et officiis nobilium super ludo scacchorum ('Llibre dels costums dels homes i dels deures dels nobles o del Llibre d'escacs') repartit en quatre tractats. En aquest llibre, conegut com a Ludus scacchorum o «Joc d'Escacs», s'explica la invenció del joc d'acord amb diverses llegendes, atribuint a les peces i els peons els moviments tal com avui es fan. Tot el llibre està impregnat de l'analogia entre els escacs i la societat medieval, atès que al segle xiv, ja estava molt assentada la metàfora dels escacs com a reflex de la vida, i de la societat. Cal tenir en compte que la societat medieval tenia un fort sentit guerrer.

## Biografia
Nascut a la segona meitat del segle xiii a Cessole (a la província d'Asti d'avui), Jacopo el 1288 probablement va estar involucrat en la fundació del monestir dominicà de Savona. Les úniques notícies certes de la vida de Jacopo da Cessole van ser recollides per Kaeppeli sobre la base de quatre documents, guardats als arxius estatals de Gènova, que es remunten als anys de 1317 a 1322, probablement passats pels dominicans a Gènova. Un dels documents demostra el naixement de Jacopo a Cessole, a la província d'Asti, al nord de Gènova, però no se sap l'edat que tenia en el moment de l'estada genovesa ni mentre va viure. Durant l'estada genovesa va assistir a l'església de Santa Maria di Castello (on també hi van viure i treballar, Giovanni Balbi i Jacopo da Varazze), un important centre cultural de l'època, i de 1317 a 1318 fou vicari d'Iacopo da Levanto, un inquisidor de la Lombardía i de la marca Genovesa.
L'ortografia del seu nom varia enormement. Els molts manuscrits en llatí de la seva obra escriuen el seu nom com Cessolis (o Sessolis) més de trenta vegades, Cessulis (o Cesulis o Cessullis) gairebé vint vegades, les versions alemanyes tenen Cassalis vint vegades, les versions italianes tenen Cesole o Ducciasole. A part d'aquestes formes, hi ha Cessoles (en francès), o també Chessolis, Czessalis... en un total de més de trenta escrits addicionals. en gairebé totes les llengües parlades durant l'edat mitjana. Cal remarcar que hi ha un altre poble del mateix nom a prop de Chieri a l'antic comtat de Torí, triat per alguns autors, i que a França volen que sigui nascut al costat de Reims.

### Origen català?
Fèlix Torres i Amat de Palou el considerava un frare dominicà de Barcelona.

## Obra

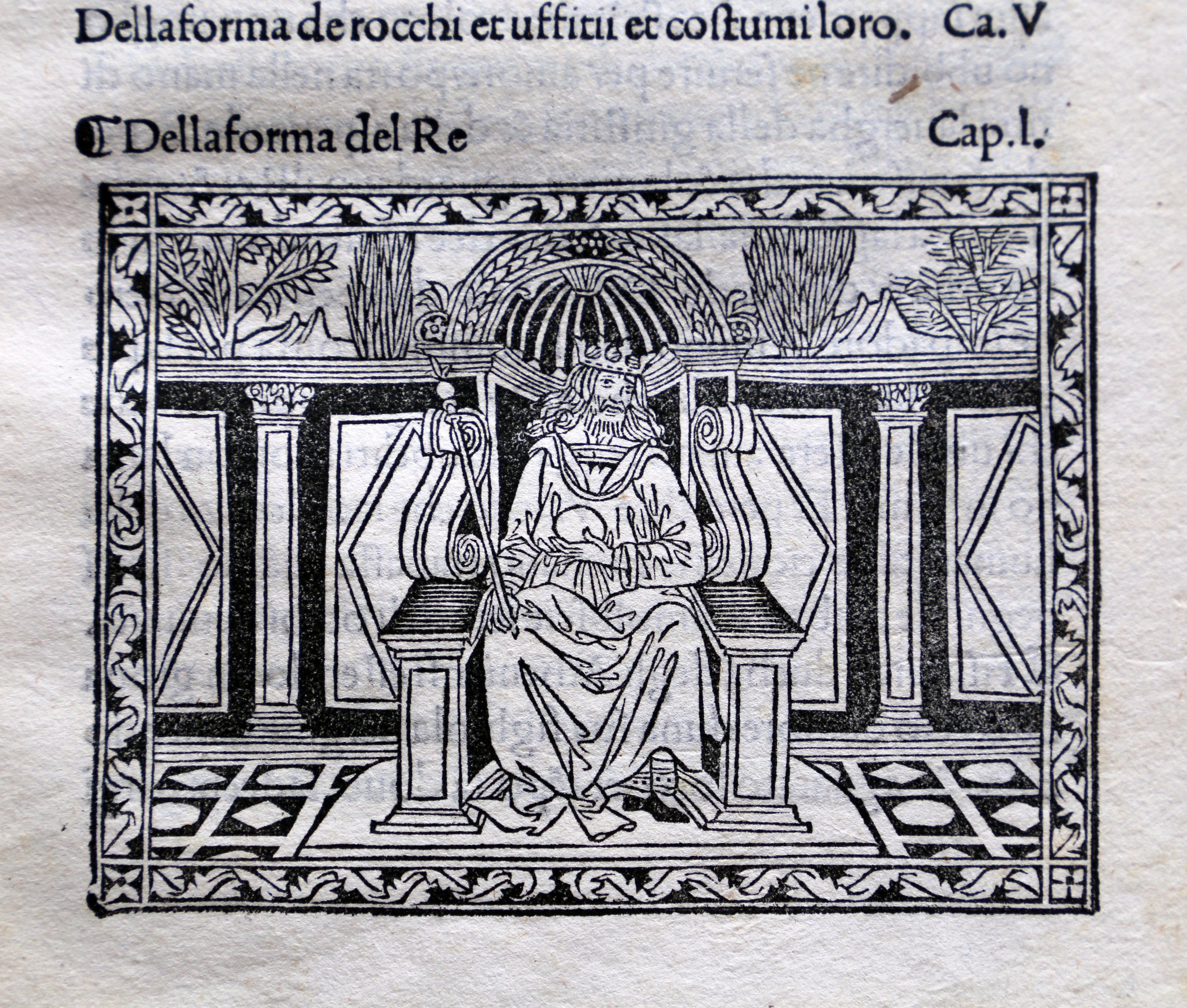
El rei

A finals del segle xiii, Cessole va recollir diversos sermons populars a l'hora d'escriure el seu treball mestre:
- (Liber de moribus hominum i officiis nobilium ac popularium super ludo scacchorum .

En l'alliberament del moribus hominum, l'historiador d'escacs Tassilo von der Lasa va trobar una possible al·lusió al Gran Interregne del Sacre Imperi Romanogermànic (de 1250 a 1273) i Harold Murray escriu que es podria datar l'obra de James de Cessoles entre 1275 i 1300.
Hi ha més d'un centenar de còpies del seu manuscrit, les versions més antigues en alemany són anteriors a 1335. El manuscrit més antic en llatí data de 1358. La primera traducció francesa de Jehan Ferron data de 1347. Va ser traduït al francès per Jean de Vignay sota el títol Le Jeu des échecs moralisé. La primera edició impresa es va publicar el 1473 a Utrecht.
A Catalunya, el llibre de Cessolis es va difondre àmpliament en forma de manuscrit, del que se'n han trobat cinc còpies en llengua catalana, a: Barcelona. Girona, Madrid, Roma i Sant Cugat del Vallès, però cap d'impresa, fet que va motivar al bibliògraf Josep Brunet i Bellet, a publicar-ne una edició en català el 1900.
A Espanya es va publicar el 1549 (a Valladolid) amb el títol de «El juego del ajedrez o dechado de fortuna» i a Anglaterra amb el títol «The Collection Form and the Art of Memory in Libel-lus super ludo Schachorum»
- Postilla super Ecclesiastes, S'atribueix a Iacopo el manuscrit que el conté (Siena, Biblioteca comunal, F.V, 23, cc.1-38), però en realitat és obra de Bonaventura da Bagnoregio.[8]

## Traduccions i edicions
La importància de l'obra es pot comprovar analitzant les nombroses traduccions, els manuscrits conservats o referenciats i les edicions en llengües diverses. Una mostra cronològica és la següent.
- 1330. Heinrich von Beringens
- 1337. Schachzabelbuch. Konrad von Ammenhausen.
- 1347. Traducció al francès de Jacques Ferron, dominicà.[9]
- 1385. MADRID: BIBLIOTECA NACIONAL. MS 921 (s. XIV-2: 1385).
- circa 1450. CARPENTRÀS: BIBLIOTECA INGUIMBERTINA. MS 951 (s. XV-1). ms. C
  - en català
- c 1450. GIRONA: ARXIU CAPITULAR. MS. 58 (s. XV-1)
  - en català
- c 1450. BARCELONA: Arxiu Corona d'Aragó. SANT CUGAT MS 41 (s. XV-1)[10]
  - en català
- c 1450. ROMA: BIBLIOTECA VATICANA. VAT. LLATÍ. MS. 4801 (s. XV-1)
  - en català
- circa 1473. Liber de moribus hominum et ofiiciis nobilium super ludo Schaccorum. Ultrajecti, Nicol Ketelau, Gerard de Leempt.
  - 1479
  - 1505
- 1474. Game and Playe of the Chesse. William Caxton.[11][12][13][14]
- 1477. Schachzabel, primera edició en alemany. A Augsburg.
  - 1483. Augsburg
  - 1483. Estrasburg
- 1479. En neerlandès: Her beghint een suverlije boec van den tijverdrijf eddre heren ende vroueven als van den Scoecspiel.
  - 1483.
- 1493. LIBRO DE GIUCHO DI SCACCHI intitolato de costumi degli huomini et degli Offitii de’ nobili, Volgarizzamento di, F. Jacopone de Cessole dell' Ordine de Predicatori.—-Firenze per Antonio Miscomini, 1493.
- 1504. Le jeu des eschez moralisé et l'ordre de Chevalerie.[15][16]
- 1505. LE JEU DEs ECHECS MORALIsE, TRAD. du LATIN EN FRANÇOIS PAR JEHAN DE VIGNAY
- 1549.[17]
- c 1750. BARCELONA: BIBLIOTECA UNIVERSITÀRIA. MS. 239 (S. XVIII-1).
  - en català
- 1818. The buke of ye chess.[18]
- 1829. Volgarizzamento del libro de'costumi e degli offizii de'nobili sopra il giuoco degli scacchi di frate Jacopo da Cessole: tratto nuovamente da un codice Magliabechiano.[19]
- 1902.[20]